# Mohammad Dschawad Bahonar

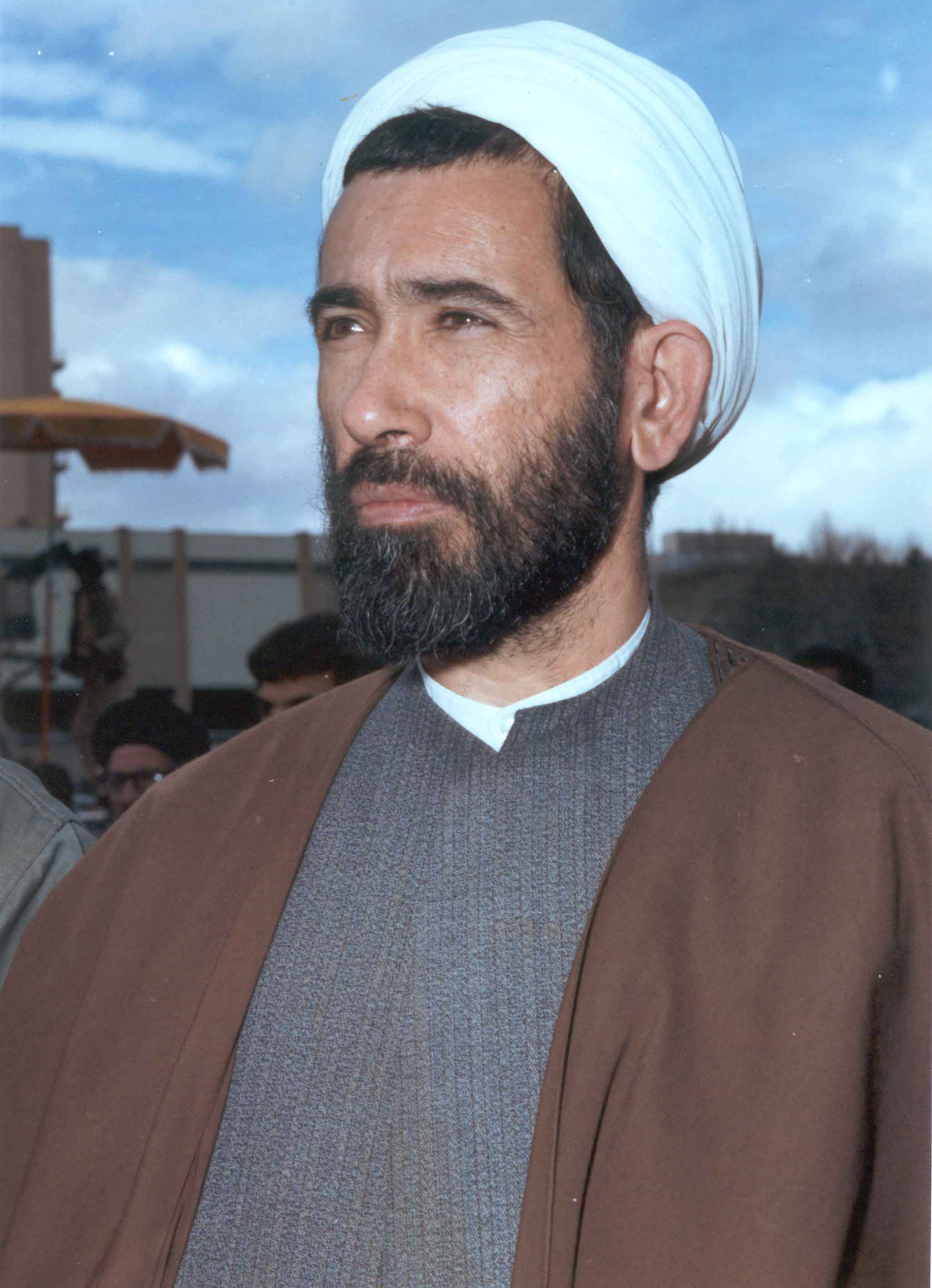
Mohammad Dschawad Bahonar

Mohammad Dschawad Bahonar (persisch محمد جواد باهنر Muhammad Dschawad Bahonar; * 1933 in Kerman; † 30. August 1981 in Teheran) war schiitischer Geistlicher mit dem Titel Hodschatoleslam und nach der iranischen Revolution Ministerpräsident des Iran.
Bereits am 5. Februar 1979 als Schüler Chomeinis von ihm zum Mitglied im Revolutionsrat berufen, gehörte er zu den Gründungsmitgliedern der Islamisch-Republikanischen Partei. Nach dem Tode Mohammad Beheschtis am 28. Juni 1981 wurde Bahonar dessen Nachfolger als Vorsitzender der Partei. Am 5. August 1981 wurde er zum Ministerpräsidenten ernannt.
Bahonar starb zusammen mit Staatspräsident Mohammad Ali Radschāʾi durch einen Bombenanschlag der Volksmudschahedin am 30. August 1981. Dem Attentäter war es gelungen, eine Bombe in Bahonars Arbeitszimmer zu deponieren.